# Philrothite
La philrothite (simbolo IMA: Phr) è un minerale del gruppo della sartorite appartenente alla famiglia dei "solfuri e solfosali" con composizione chimica TlAs3S5.

## Etimologia e storia
La philrothite è dedicata a Philippe Roth, geofisico ed ex capo della 'Forschungsgemeinschaft Lengenbach'. È un noto esperto di minerali della cava si "Lengenbach" (in Svizzera) e di altri giacimenti metallici alpini.
IL campione tipo è conservato presso il Museo di Mineralogia (dipartimento di geoscienze) dell'Università di Padova con il numero di catalogo M12605.

## Classificazione
La classica nona edizione della sistematica dei minerali di Strunz, aggiornata dall'Associazione Mineralogica Internazionale (IMA) fino al 2009, non elenca la philrothite, poiché essa è stata riconosciuta come specie minerale indipendente dall'IMA nel 2013.
Nell'edizione successiva, proseguita dal database "mindat.org" e chiamata Classificazione Strunz-mindat, la philrothite è elencata nella classe "2. Solfuri e solfosali (solfuri, seleniuri, tellururi; arseniuri, antimoniuri, bismuturi; solfoarseniuri, solfoantimonuri, solfobismuturi, ecc.)" e nella sottoclasse "2.H Solfosali di archetipo SnS", questa viene ulteriormente suddivisa in base all'eventuale presenza di certi metalli, in modo da trovare il minerale nella sezione "2.HC Con solo Pb", dove insieme a pierrotite e parapierrotite forma il sistema nº 2.HC.05.f.
Anche nella Sistematica dei lapis (Lapis-Systematik) di Stefan Weiß la philrothite è elencata nella classe dei "solfuri e solfosali" e nella sottoclasse dei "solfosali (S : As,Sb,Bi = x)"; qui è nella sezione dei "solfosali con tallio/mercurio predominante (x = 4,0 - 1,6)" dove insieme a rebulite, jankovićite, parapierrotite, imhofite, bernardite, gillulyite, pierrotite, dalnegroite, chabournéite, protochabournéite, boscardinite e gabrielite forma il sistema nº II/E.14.

## Abito cristallino
La philrothite cristallizza nel sistema monoclino con il gruppo spaziale P21/c (gruppo nº 14) con i parametri reticolari a = 8,013(2) Å, b = 24,829(4) Å, c = 11,762(3) Å e β = 132,84(2)°, oltre ad avere 8 unità di formula per cella unitaria.

## Origine e giacitura
La philrothite è un prodotto di soluzioni idrotermali contenenti tallio e arsenico in fase avanzata durante il metamorfismo alpino; è stata trovata associata a realgar, smithite, rutilo e sartorite.
La philrothite è un minerale molto raro ed è stato trovato solo in pochissimi siti: la cava di "Lengenbach" nella valle di Binn (nel Canton Vallese in Svizzera), che è anche la località tipo del minerale, e a Turinsk nell'oblast' di Sverdlovsk in Russia.

## Forma in cui si presenta in natura
La philrothite si presenta come grani irregolari di dimensioni fino a 200 μm,. La lucentezza è metallica, il minerale ha colore nero, mentre in luce riflessa è debolmente pleocroica dal grigio scuro al grigio chiaro; il colore del suo striscio è marrone scuro.